# Det gamle Fyrtaarn
Det gamle Fyrtaarn er en stumfilm fra 1914 instrueret af A.W. Sandberg.